# 完颜兀鲁
完颜兀鲁（？—1152年11月21日），金朝皇女，金太祖完颜阿骨打长女。史书没有记载她所获公主封号。
完颜兀鲁嫁给了徒单定哥，定哥死后无子，以幼弟之子徒单查剌为后。徒单定哥的弟弟徒单斜也（徒单恭）谋取其兄家财，强娶完颜兀鲁为妻室却不和睦。完颜兀鲁也曾经大骂徒单恭。徒单恭妾室忽挞与完颜兀鲁不和，向完颜亮皇后徒单氏说完颜兀鲁的坏话：“完颜兀鲁怨上杀其兄完颜宗敏，有怨望语。”天德四年（1152年），正好韩王完颜亨改广宁尹，诸位公主、宗妇去向其母（兀术的妻子）道贺，完颜兀鲁宽慰其母，忽挞这时以怨望之罪指斥诬兀鲁。完颜亮派萧裕将兀鲁拿问，忽挞被徒单后信任，调查的官员都不敢言。天德四年十月二十三日（1152年11月21日），遂杀死兀鲁，徒单斜也因而尽夺徒单查剌家财。完颜亮以兀鲁有怨望之语，徒单斜也不奏明，于是杖责徒单斜也，免官。不久，复为司徒，进拜太保，领三省事，兼劝农使。再进太师，封梁晋国王。直到大定年间，金世宗才对完颜兀鲁进行平反追正。